# Centropristis philadelphica
Centropristis philadelphica is een straalvinnige vissensoort uit de familie van zaag- of zeebaarzen (Serranidae).De wetenschappelijke naam is gepubliceerd in 1758 door Linnaeus in de tiende editie van Systema naturae.